# Joan Pié i Faidella
Joan Pié i Faidella (La Selva del Camp, 17 de desembre de 1836 - La Selva del Camp, 31 d'agost de 1919) fou un religiós i historiador català.
Va seguir la carrera eclesiàstica i va rebre la parròquia de la Selva del Camp. Interessat per la història, va fer una feina de recerca tota la seva vida que el van portar a la redacció de l'obra Annals inèdits de la Vila de la Selva del Camp de Tarragona (Tarragona, Institut d'Estudis Tarraconenses Ramon Berenguer IV, 1984). A finals del segle xix va trobar a la parròquia el Misteri de la Selva, el drama assumpcionista més antic de Catalunya, de finals del segle xiv, i que es representa des del 1980 després d'una nova transcripció del text feta per A. J. Soberanas, conservador de la secció de manuscrits de la Biblioteca de Catalunya; aquest drama es relaciona amb l'escenificació a la ciutat de Tarragona documentada des del 1388, de l'assumpció de nostra senyora de la festa de la Mare de Déu d'Agost.

## Publicacions
- Pié Faidella, Joan. Annals inèdits de la Vila de la Selva del Camp de Tarragona,, Tarragona: Institut d'Estudis Tarraconenses "Ramon Berenguer IV", 1984, IX + 679 + (42) pp.[2]
- Pié, Joan. Relación histórica del Santuario de Paret Delgada situado en el término de la villa de la Selva, en el campo de Tarragona: su origen y antiguedad. Tarragona: Tipografía de F. Arís e Hijo, 1896. CCUC